# Варенгьен, Гастон
Гасто́н Варенгье́н (фр. Gaston Waringhien, иногда на русском языке фамилия неточно транслитерируется как Вариньен, род. 20 июля 1901 — ум. 20 декабря 1991) — французский лингвист, прославившийся как выдающийся эсперантолог, а также поэт, переводчик и публицист на языке эсперанто. Г. Варенгьен (вместе с К. Калочаи) являлся теоретиком стихосложения эсперанто и основоположником научного описания эсперанто как языковой системы. Он также признан одним из наиболее выдающихся лексикографов эсперанто — подготовленный под его редакцией Полный иллюстрированный словарь эсперанто с 1970-х годов остаётся наиболее полным и авторитетным лексикологическим источником на эсперанто.

## Биография
Г. Варенгьен родился 20 июля 1901 года в Лилле (Франция). Его отец был преподавателем иностранных языков. Уже в 19 лет Варенгьен стал лиценциатом по литературе, а в 22 года — агреже по филологии. С этого времени он преподаёт языки и литературу в различных школах и лицеях Лилля, Тура и Парижа.
Во время Второй мировой войны служил штабным офицером, занимался шифрованием. В 1940 году попал в плен, а в 1942 году — осуждён за «перехваты английских радиограмм» и сослан в концентрационный лагерь в Любеке, где пребывал до мая 1945 года.
В 1953 году получил должность профессора литературы в Британском институте (при Парижском Университете). Варенгьен являлся признанным авторитетом во французской лексикологии, сотрудничал с лексикографической группой Larousse. В 1963 вышел на пенсию.
В последние годы проживал во французском городе Энье. Скончался 20 декабря 1991 в Париже.

## Эсперанто-деятельность
С эсперанто Варенгьен познакомился в 1916 году. Уже в 24 года он становится членом Языкового Комитета (предшественника Академии эсперанто). В историю эсперанто-движения Г. Варенгьен вошёл как выдающийся эсперантолог, автор и соавтор нескольких авторитетных словарей, неординарный публицист, талантливый переводчик и поэт.

### Лексикографическая деятельность
В 1927 году Варенгьен был приглашён принять участие в подготовке Полного словаря эсперанто под общей редакцией Эмиля Грожан-Мопина. Однако, в связи с серьёзной болезнью одного из сотрудников, Варенгьен фактически выполнил бо́льшую часть работы над словарём. Полный словарь эсперанто (эсп. Plena vortaro de Esperanto, PV) вышел в свет в 1930 году и сразу завоевал популярность и авторитет среди эсперантистов. Его второе переработанное издание вышло в 1934 году, впоследствии он неоднократно переиздавался стереотипно.
Опыт, приобретённый в работе над Plena vortaro, впоследствии пригодился Варенгьену, когда в послевоенные годы он уже самостоятельно подготавливает Дополнение к Полному словарю (эсп. Suplemento al la Plena vortaro de Esperanto, 1954) и работает над Большим эсперанто-французским словарём (фр. Grand Dictionnaire Espéranto-Français), который вышел в 1957 году и до конца 1980-х годов оставался наиболее авторитетным словарём такого рода.
После подбора многочисленных сотрудников по разным отраслям, в апреле 1960 года Варенгьен приступает к работе над своим лексикологическим шедевром — Полным иллюстрированным словарём эсперанто (эсп. Plena ilustrita vortaro de Esperanto, PIV). После окончания работы машинописный вариант словаря занимал 3285 страниц. Словарь вышел в 1970 году и, несмотря на разного рода критику, быстро занял положение наиболее авторитетного словаря эсперанто. В 1987 году было опубликовано Дополнение к Полному иллюстрированному словарю, а с 1990 года под руководством М. Гониназа (которого Варенгьен консультировал до самой кончины) были начаты работы над подготовкой непосредственного преемника PIV’а — т. н. Нового Полного иллюстрированного словаря эсперанто (эсп. Nova Plena ilustrita vortaro de Esperanto, NPIV; опубликован в 2002 году).

### Варенгьен как грамматик
Варенгьен прославился и как выдающийся специалист и исследователь в области грамматики эсперанто. В соавторстве с венгерским эсперантистом К. Калочаи Г. Варенгьен подготавливает наиболее фундаментальное и детальное по тем временам описание грамматики эсперанто — т. н. Полную грамматику (эсп. Plena gramatiko, первое издание 1935 г.). При работе над этим трудом стараниями Варенгьена была в значительной мере разработана и расширена эсперантская лингвистическая терминология.
Второе издание Полной грамматики вышло в 1938 году, третье — на рубеже 1950-60 годов. Начиная с четвёртого издания постоянно дорабатываемое руководство выходит под названием «Полная аналитическая грамматика» (эсп. Plena analiza gramatiko, PAG). Последние два издания (четвёртое, 1980 г., и пятое, 1985 г.) вышли уже после смерти К. Калочаи. Несмотря на то, что это руководство подвергается разнообразной критике, оно де-факто является наиболее авторитетным «академическим» описанием грамматики эсперанто и его системы словообразования.
Кроме Полной грамматики Варенгьен опубликовал многочисленные статьи и руководства по грамматике эсперанто на французском языке. В 1934 году Варенгьен основал Французский институт эсперанто, а в 1963-79 годы он являлся председателем Академии эсперанто.

### Вклад в теорию стихосложения на эсперанто
В соавторстве с К. Калочаи и (третье издание) Р. Бернаром Варенгьен написал фундаментальное руководство по эсперантскому стихосложению, опубликованное под названием «Путеводитель по Парнасу» (эсп. Parnasa gvidlibro, годы издания 1932, 1968, 1984). Это руководство описало и зафиксировало нормы эсперантской метрики, рифмовки, а также принципы адаптации различных поэтических твёрдых форм на эсперанто.

### Варенгьен как редактор и публицист
Варенгьен являлся автором многочисленных рецензий и статей, посвящённых литературе на эсперанто, истории эсперанто, а также вопросам культуры и искусства вообще. Многочисленные эссе и статьи Варенгьена опубликованы в виде пяти отдельных книг:
- «Eseoj 1. Beletro» («Эссе 1. Художественная литература», 1956 г.) — книга посвящена в основном разбору наиболее важных оригинальных и переводных произведений на эсперанто.
- «Lingvo kaj vivo» («Язык и жизнь», 1959 г.) — подборка посвящена истории и развитию эсперанто, некоторым его особенностям и «проблемным» вопросам.
- «Ni kaj ĝi» («Мы и оно», 1973 г.) — подборка посвящена вопросам религии и её взаимоотношений с культурой и искусством.
- «1887 kaj la sekvo…» («1887 год и последствия…», 1979 г.) — подборка посвящена в основном вопросам эсперантологии, лексикографии, а также инициатору эсперанто Л. М. Заменгофу.
- «Kaj la ceter' — nur literaturo» («А прочее — лишь литература», 1983) — подборка посвящена творчеству К. Калочаи и переводной эсперанто-литературе.

Г. Варенгьен был одним из редакторов журнала «Literatura Mondo» («Литературный мир», 1922—1949) и главным редактором «La Nica Literatura Revuo» («Ниццкое литературное обозрение», 1955-62); оба эти журнала сыграли важную роль в культурной жизни эсперанто-сообщества. Кроме этого Варенгьен сотрудничал и со многими другими периодическими изданиями на эсперанто.
Г. Варенгьен выступил составителем или редактором следующих сборников и антологий:
- «Leteroj de Zamenhof» («Письма Заменгофа», 1948)
- «Lingvaj respondoj» («Ответы о языке», 1962)
- «Fundamenta krestomatio» («Основная хрестоматия», 1992, 18-е издание)

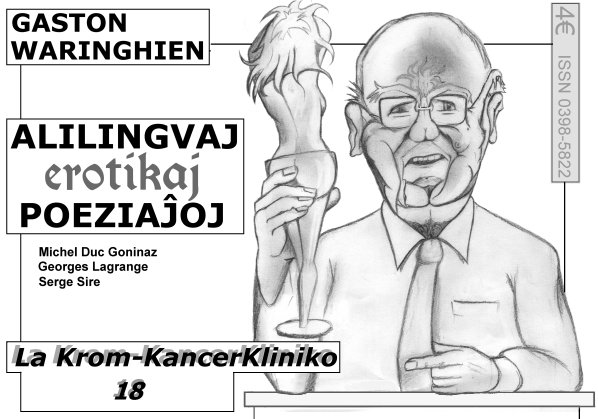
Обложка небольшой подборки эротических стихотворений, переведённых на эсперанто с разных языков коллективом авторов под общей редакцией Г. Варенгьена

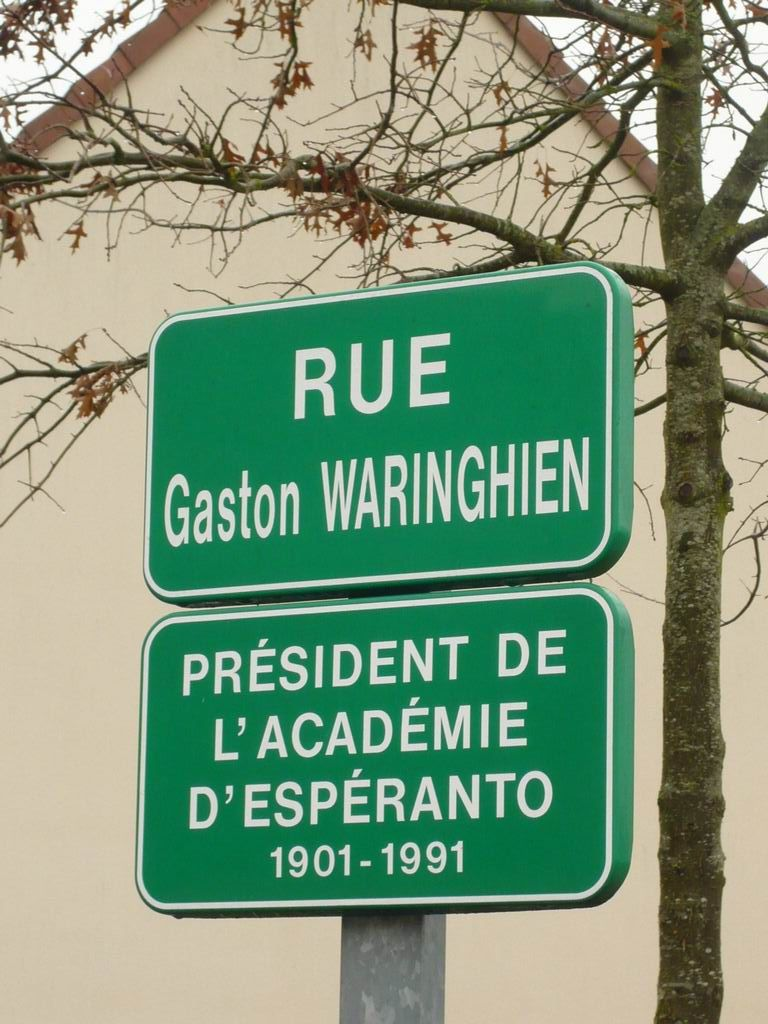
Улица имени Г. Варенгьена во французском городе Энье, где он жил в последние годы жизни

### Переводы и оригинальное творчество
Г. Варенгьен знаменит как переводчик поэзии на эсперанто. Он переводил большей частью с французского (особо знамениты его переводы стихотворений из цикла «Цветы зла» Ш. Бодлера, а также подготовленная им четырёхтомная антология французской поэзии), но также и с немецкого («Песни и романсы» Г. Гейне, совместно с К. Калочаи), итальянского («Декамерон» Дж. Бокаччо) и персидского языков (рубаи Омара Хайяма).
Варенгьен писал также оригинальные стихи (большей частью под псевдонимами Georges E. Maura, A. Nurak, A. Papadiamantopoulos, Georgo Peterido Peneter), которые получили очень хорошие оценки критиков, особенно лирический сборник «Duonvoĉe» («Вполголоса») и эротическая поэма «Travestiita muzo» («Переодетая муза»). Тем не менее, как оригинальный поэт Варенгьен всё же менее известен и популярен, чем переводчик и эсперантолог.

## Основные произведения
- «Plena vortaro de Esperanto» («Полный словарь эсперанто», с соавторами, 1930)
- «Parnasa gvidlibro» («Путеводитель по Парнасу», руководство по эсперантскому стихосложению, совместно с К. Калочаи, 1932)
- «Plena gramatiko de Esperanto» («Полная грамматика эсперанто», с К. Калочаи, первое издание — 1935)
- «Pripensoj aŭ Sentencoj kaj primoraj maksimoj» («Максимы и моральные размышления», перевод произведения Ларошфуко, 1935)
- «Facilaj Esperantaj legaĵoj» («Простые тексты на эсперанто», осуществил общую редакцию, 1935)
- «Duonvoĉe» («Вполголоса», оригинальные стихотворения, 1939)
- «ABC d’Espéranto à l’usage de ceux qui aiment les lettres» (1946)
- «Leteroj de L. L. Zamenhof. La tragedio de lia vivo rivelita de lia ĵus retrovita korespondo kun la francaj eminentuloj» («Письма Л. Л. Заменгофа. Трегедия его жизни, в отражении его только что найденной переписки с французскими знаменитостями», 1948)
- «Poemoj de Omar Kajam» («Стихотворения Омара Хайяма», перевод, 1953)
- «Эссе 1. Художественная литература» (1956)
- «Grand Dictionnaire Espéranto-Français» («Большой эсперанто-французский словарь», 1957)
- «La floroj de l' malbono» («Цветы зла» Ш. Бодлера, перевод совместно с другими переводчиками, общая редакция, 1957)
- «Lingvo kaj vivo» («Язык и жизнь», сборник эссе, 1959)
- «Libro de amo» («Книга любви», оригинальные эротические произведения, совместно с К. Калочаи, 1965)
- «Kantoj kaj romancoj» («Песни и романсы», переводы из Гейне, совместно с К. Калочаи, 1969)
- «Plena ilustrita vortaro de Esperanto» («Полный иллюстрированный словарь эсперанто», совместно с коллективом авторов, общая редакция, 1970)
- «Ni kaj ĝi» («Мы и оно», оригинальные эссе, 1972)
- «La ĥimeroj» («Химеры», переводы из Ж. Нерваля, 1976)
- «La trofeoj» («Трофеи», переводы из Ж.-М. Эредия, 1977)
- «Tra la parko de la franca poezio» («По парку французской поэзии», 4 тома, переводы, 1977—1984)
- «1887 kaj la sekvo…» («1887 и последствия…», оригинальные эссе, 1979)
- «Kaj la ceter' — nur literaturo…» («А прочее — лишь литература», оригинальные эссе, 1983)
- «Beletro, sed ne el katedro» («Художественная литература, но не из-за кафедры», исследования по оригинальной литературе на эсперанто, 1987)
- «Plena ilustrita vortaro de Esperanto. Suplemento» («Полный иллюстрированный словарь эсперанто. Дополнение», совместно с Р. Левро, 1987)
- «Francaj kanzonoj malnovaj kaj modernaj» («Старые и современные французские песни», переводы, совместно с Р. Бернаром, 1991)
- «Dekamerono. Unuaj tri tagoj» («Декамерон. Первые три дня», перевод, совместно с П. Мартинелли, издано посмертно в 1995)
- «Alilingvaj erotikaj poemoj» («Переводы эротической поэзии», совместно с Ж. Лагранжем и М. Гониназом)